# 忠孝節義
《忠孝節義》（英語：The Timeless Virtues），2019年台視八點檔連續劇，為資深歌仔戲演員楊麗花所主演的《楊麗花歌仔戲》系列其中一部，也是楊麗花睽違16年的電視歌仔戲復出作品。
該劇特別舉辦歌仔戲傳承選秀「我是楊麗花」，透過海選與培訓使新人演員能參與本劇演出，讓文化不斷層，薪火得以傳承。
本劇由楊麗花與陳亞蘭領導麗生百合國際娛樂製作，並獲中華民國文化部106年度旗艦型連續劇製作補助新臺幣6,500萬元、數位視覺特效補助新臺幣920萬元。歷經四年的前置籌備與拍攝，2019年9月24日在台視主頻首播。2020年10月在MOD、LiTV、KKTV 陸續上架播映。

## 播出時間

### 首播
| 頻道       | 所在地 | 播出日期       | 播出時間                   | 備註                  |
| ---------- | ------ | -------------- | -------------------------- | --------------------- |
| 台視主頻   | 臺灣   | 2019年9月24日  | 每週一至週五 21:00 - 22:00 | 9月24日 20:00 - 22:00 |
| 公視主頻   | 臺灣   | 2019年12月14日 | 每週六 12:30 - 14:30       | 播出第一、二單元      |
| 公視台語台 | 臺灣   | 2020年7月11日  | 每週六 21:00 - 23:00       | 播出第三、四單元      |
| 人間衛視   | 臺灣   | 2020年8月10日  | 每週一至週五19:00 - 20:00  |                       |
| 龍華戲劇台 | 臺灣   | 2020年11月13日 | 每週一至週五20:00 - 22:00  |                       |
| 人間衛視   | 臺灣   | 2022年1月14日  | 每週一至週五19:00 - 20:00  |                       |
| 三立台湾台 | 臺灣   | 2022年9月13日  | 每週一至週五19:00 - 19:30  |                       |
| 三立戏剧台 | 臺灣   | 2022年9月13日  | 每週一至週五19:00 - 19:30  |                       |

## 故事大綱
《忠孝節義》四個單元主題，分別為：
1. 忠─〈萬古流芳〉(第1集~第18集)，改編下宮之難。
2. 孝─〈孝感動天〉(第19集~第42集)；改編二十四孝中的虞舜故事。
3. 節─〈斷機教子〉(第43集~第53集)；改編商琳與秦雪梅故事。
4. 義─〈路遙知馬力〉(第54集~第65集)。

## 《萬古流芳》演員列表
| 演員   | 角色     | 介紹 | 登場集數                 |
| 楊麗花 | 程嬰     | 神醫 周盈香之夫，趙朔之摯友。個性堅毅不拔、重信守諾，捨子救孤，萬古流芳。                                   | 第1集~第18集             |
| 陳亞蘭 | 趙朔     | 趙盾之子，莊姬之夫，韓厥之上司，程嬰之摯友。被屠岸賈陷害，趙氏慘遭滅門，趙朔被一箭穿心而亡，死不瞑目。      | 第1集~第10集 第12集      |
| 陳亞蘭 | 趙武     | 趙氏孤兒，趙朔、莊姬之子，程嬰養子。                                                                        | 第14集~第18集            |
| 葉麗娜 | 莊姬     | 晉景公之姊，趙朔之妻。                                                                                      | 第1集~第18集             |
| 陳怡真 | 周盈香   | 程嬰之妻。                                                                                                  | 第1集～第14集            |
| 羅育忠 | 趙盾     | 晉國宰相 趙朔之父，趙武祖父，景公重臣，為人正直。                                                           | 第1集~第9集              |
| 紀麗如 | 晉景公   | 晉國君王，莊姬之弟，趙武舅舅。膽小怕事、昏庸無能，遭屠岸賈蠱惑，行為荒誕不經。                              | 第1集~第18集             |
| 游耀光 | 屠岸賈   | 晉國司寇 趙盾、趙朔、程嬰宿敵，孟妍之夫，屠月華之父，鹿遠之上司。智謀過人，陰險狡詐，阿諛奉承深得晉王歡心。 | 第1集~第18集             |
| 林佩儀 | 孟妍     | 屠岸賈之妻。                                                                                                | 第1集~第10集             |
| 林佩儀 | 屠月華   | 屠岸賈、孟妍之女，喜歡趙武。                                                                                | 第14集～第18集           |
| 何佩芸 | 韓厥     | 晉國將軍 趙朔之下屬，英勇善戰，為人豪爽。                                                                   | 第1集~第10集             |
| 王婕菱 | 公孫杵臼 | 晉國大夫 趙朔之門客，程嬰摯友，景公重臣。                                                                   | 第1集~第11集             |
| 江俊賢 | 鹿遠     | 屠岸賈之下屬，詭計多端。於第18集遭趙武殺死。                                                                | 第1集~第18集             |
| 許仙姬 | 翠娘     | 趙武的奶娘。溫柔婉約，養育趙武長大。                                                                        | 第13集~第18集            |
| 伊正   | 魏絳     | 晉國大將，景公重臣，助趙氏孤兒一臂之力。                                                                    | 第18集                   |
| 蘇佩芳 | 華英     | 莊姬丫鬟。                                                                                                  | 第1集~第18集             |
| 江虹旻 | 星月     | 周盈香丫鬟。                                                                                                | 第1集~第18集             |
| 謝昀妍 | 春梅     | 孟妍丫鬟。                                                                                                  | 第1集~第18集             |
| 范宏恩 | 冉白     | 太監。 | 第1集~第18集             |
| 沈民憲 | 順子     | 太監。 | 第1集~第18集             |
| 王蘭花 | 石光     | 楚國大將軍，受程嬰之恩，而對程嬰恩有所報。                                                                  | 第3集 第7集~第8集        |
| 白雲   | 周父     | 周盈香之父。                                                                                                | 第2集，第4集             |
| 王沛姍 | 門客     | 趙朔三千門客之一。                                                                                          | 第1集 第4集，第6集 第7集 |
| 康乃星 | 門客     | 趙朔三千門客之一。                                                                                          | 第1集 第4集，第6集 第7集 |
| 呂世偉 | 門客     | 趙朔三千門客之一。                                                                                          | 第1集 第4集，第6集 第7集 |
| 謝學承 | 羅洪     | 晉國大臣，景公重臣，行事官僚。                                                                              | 第1集~第18集             |
|        | 離婁     | 秦國大使。                                                                                                  | 第6集，第7集             |
|        | 權齊     | 晉國大臣。                                                                                                  | 第6集，第7集             |

## 《孝感動天》演員列表
| 演員   | 角色            | 介紹 | 登場集數      |
| 陳亞蘭 | 姚重華 （虞舜） | 有虞族人，瞽叟長子，握登之子，堯帝女婿，丹朱姐夫，事親至孝，心地純良，接受堯帝禪讓，成為一代明君。                           | 第1集~第24集  |
| 陳怡真 | 娥皇            | 堯帝長女，姚重華之妻，善良單純，曾被巫咸施法而幻化成天鵝。                                                                   | 第1集~第24集  |
| 林佩儀 | 女英            | 堯帝次女，姚重華之妻。 | 第1集~第24集  |
| 廖麗君 | 阿黎            | 三苗族女刺客，為報父仇而接近丹朱，識破巫咸詭計，為丹朱而死。                                                                   | 第9集~第19集  |
| 何佩芸 | 丹朱            | 堯帝之子，娥皇、女英之弟，個性衝動又猛烈，其實是個孝子，雖受姚重華禪讓，最後仍將帝位還給姚重華，遠走天涯。                   | 第1集~第24集  |
| 游耀光 | 堯帝            | 唐堯一代聖君，重華岳父。身懷天賜金丹，只要堯帝大公無私、忘情無我，金丹便能使堯帝刀槍不入、水火不侵，乃至長生不老、不死不滅。 | 第1集~第22集  |
| 葉麗娜 | 巫咸            | 唐堯大神巫，文敦姑母，握登師姐。內心陰沉，野心勃勃，妄想篡位但謀反未遂，被握登擊敗。                                         | 第1集~第24集  |
| 王婕菱 | 帝鴻氏文敦      | 四大貴族之一，巫咸姪子，喜歡女英公主，妄想得到帝位。                                                                           | 第1集~第23集  |
| 紀麗如 | 阿龍            | 有虞族族長之子，重華的結拜兄弟，阿蠻之夫。                                                                                   | 第1集~第24集  |
| 羅育忠 | 四岳            | 堯帝重臣 | 第1集~第24集  |
| 陳寶惠 | 耆老            | | 第1集~第24集  |
| 江虹旻 | 朱衛            | 丹朱隨從，忠心耿耿。 | 第1集~第24集  |
| 蘇佩芳 | 宮女            | | 第1集~第24集  |
| 江俊賢 | 瞽叟            | 姚重華之父 | 第1集~第24集  |
| 林衣倩 | 握登            | 又名「巫彭」，瞽叟元配，姚重華之生母。巫咸師妹。                                                                             |               |
| 藝鴒   | 任氏            | 瞽叟繼室，姚重華繼母，阿象之母。                                                                                             | 第1集~第24集  |
| 沈民憲 | 阿象            | 瞽叟次子，姚重華同父異母之弟。                                                                                               | 第1集~第24集  |
| 康乃星 | 敦甲            | 文敦隨從 | 第1集~第23集  |
| 范宏恩 | 敦乙            | 文敦隨從 | 第1集~第23集  |
| 謝學承 | 伯虞            | 有虞族族長，阿龍之父 | 第4集～第24集 |
| 陳羽喬 | 阿來嬸          | 有虞族族人 |               |
| 謝昀妍 | 阿來嬸之女      | 有虞族族人 |               |
| 陳美玲 | 阿如婆          | 歷山災民 | 第5集～第24集 |
| 王沛姍 | 阿蠻            | 老狼族族長之女，阿龍之妻。                                                                                                   | 第5集～第24集 |
| 馬小馬 | 阿泉            | 黑熊寨主下屬，阿如婆之子。                                                                                                   |               |
| 呂世偉 | 黑熊寨主        | | 第5集～第9集  |
|        | 縉雲氏高徹      | 四大貴族，隨巫咸及文敦共同謀反，協助巫篡位未遂。                                                                             | 第1集～第23集 |
| 王大凱 | 顓頊氏濤武      | 四大貴族，隨巫咸及文敦共同謀反，協助巫篡位未遂。                                                                             | 第1集～第23集 |
| 林藝宸 | 少皞氏常岐      | 四大貴族，隨巫咸及文敦共同謀反，協助巫篡位未遂。                                                                             | 第1集～第23集 |

## 《斷機教子》演員列表
| 演員   | 角色     | 介紹                                                                | 登場集數                  |
| 陳亞蘭 | 商琳     | 官宦子弟，雪梅之夫，商輅之父，俊美英挺，熱血好義。                  | 第1集~第7集               |
| 陳亞蘭 | 商輅     | 商琳和愛玉之子，三元及第，光耀門楣。                                | 第8集~第11集              |
| 陳怡真 | 秦雪梅   | 太師之女，商琳之妻，商輅大娘，知書達禮，為夫守節，扶養商輅長大。    | 第1集~第11集              |
| 林佩儀 | 愛玉     | 雪梅丫鬟，商輅的生母，個性軟弱，傾慕商琳。                          | 第1集~第11集              |
| 紀麗如 | 商朋     | 商琳書僮，忠心耿耿，心直口快。                                      | 第1集~第7集 第10集~第11集 |
| 何佩芸 | 鄭文良   | 雪梅表哥，秦夫人之姪，喜歡雪梅，內心陰狠毒辣，針對商琳。            | 第1集~第11集              |
| 羅育忠 | 秦童     | 當朝太師，雪梅之父，文良姑父，疼愛雪梅。                            | 第1集～第10集             |
| 暘驊   | 秦夫人   | 雪梅後母，文良姑母，嫌貧愛富，想將雪梅嫁給姪子鄭文良。              | 第1集～第10集             |
| 江俊賢 | 商定國   | 商琳之父，商輅祖父，雪梅公公，為人敦厚，沉穩理智。                  | 第1集~第11集              |
| 許仙姬 | 商母     | 商琳之母，商輅祖母，雪梅婆婆，對商琳之死，遷怒雪梅，溺愛孫子商輅 。 | 第1集~第11集              |
| 謝昀妍 | 鄭妻     | 鄭文良之妻。                                                        | 第9集～第10集             |
| 馬淑芳 | 鄭安     | 鄭文良的奴才。                                                      | 第1集~第6集 第9集～第10集 |
| 王婕菱 | 皇帝     |                                                                     | 第10集～第11集            |
| 王婕菱 | 皇帝     | 第11集                                                              |                           |
| 葉麗娜 | 皇后     |                                                                     |                           |
| 謝學承 | 私塾老師 |                                                                     | 第8集                     |
| 蘇佩芳 | 繡兒     | 秦府丫鬟。                                                          | 第1集～第10集             |
| 范宏恩 | 潘雄     | 市井小民，拿了鄭文良的錢，奉命行事，火燒商家。                      | 第1集～第10集             |

## 《路遙知馬力》演員列表

### 主要演員
| 演員   | 角色     | 介紹                                                                                         | 登場集數                              |
| 陳亞蘭 | 路遙     | 揚州茶商鉅富單傳血脈，豪爽慷慨，機敏詼諧，揮金如土。                                         | 第1集~第12集                          |
| 林佩儀 | 翠蓮     | 行走江湖賣唱女，貌美如花，潔身自愛，路遙之妻。                                               | 第1集~第12集                          |
| 王婕菱 | 馬力     | 落難書生，飽讀詩書，饒富機智，路遙的兒時玩伴，高中探花，受皇帝賞識升為刑部侍郎、欽差大人。   | 第1集~第8集 第10集~第12集             |
| 李靜芳 | 張玉鳳   | 富家千金，知書達禮，溫婉中有其剛強，馬力的青梅竹馬且有婚約，受路母及路遙幫助與馬力拜堂成親。 | 第2集~第4集 第6集~第8集 第10集~第12集 |
| 何佩芸 | 日久     | 路遙隨身僕人，個性詼諧，言語直接，忠心不二。                                                 | 第1集~第12集                          |
| 江虹旻 | 人心     | 玉鳳貼身丫鬟，伶俐活潑，協助玉鳳追求愛情。                                                   | 第2集~第4集 第6集~第8集 第10集~第12集 |
| 吳由美 | 路母     | 路遙之母，大方氣派，樂天活潑。                                                               | 第1集~第12集                          |
| 紀麗如 | 厝鳥仔   | 乞丐之首，時常受到路遙幫忙，路家落難時雪中送炭，後來成為路家茶莊的伙計。                     | 第1集 第3集~第8集 第11集~第12集       |
| 羅育忠 | 龐知     | 紈絝子弟，心胸狹窄，好耍權謀，仗勢欺人，靠龐太師的權勢成為揚州通判，陷害路遙。               | 第3集 第5集~第12集                    |
| 江俊賢 | 張父     | 玉鳳之父，富裕地主，勢利刻薄，馬力之岳父。                                                   | 第2集~第4集 第6集~第8集 第11集        |
| 陳美玲 | 春香     | 路母婢女，伺候路母無微不至，忠心耿耿。                                                       | 第1集~第12集                          |
| 許立坤 | 路福     | 路家茶莊掌櫃。                                                                               | 第1集 第7集~第9集 第12集              |
| 范宏恩 | 龐順     | 龐知的奴才，狗假狐威，幫助龐知作惡多端，陷害路遙。                                           | 第3集 第5集~第12集                    |
| 謝學承 | 何勇     | 賊匪，後改過自新，並在路遙遇劫時出手相救。                                                   | 第1集~第2集 第10集 第12集             |
| 蘇佩芳 | 乞丐兒   | 跟隨厝鳥乞討，後來成為路家茶莊的伙計。                                                       | 第1集 第3集~第7集 第11集~第12集       |
| 李旻玲 | 乞丐兒   | 跟隨厝鳥乞討，後來成為路家茶莊的伙計。                                                       | 第1集 第3集~第7集 第11集~第12集       |
| 張繻月 | 路遙表嬸 | 常關心路遙娶妻之事。                                                                         | 第1集                                 |
| 沈民憲 | 媒人婆   | 牽紅線做媒，巧言如簧。                                                                       | 第6集                                 |
| 馬淑芳 | 張財     | 張家的管家，張父的屬下。                                                                     | 第2集~第4集 第6集~第8集 第10集~第11集 |
| 陳寶惠 | 吳大哥   | 路遙由京城回揚州途中遇到的商隊老闆，實為欽差大人的副將。                                     | 第11集~第12集                         |

### 客串演員
| 演員   | 角色   | 介紹                                                                     | 登場集數                  |
| 王彩樺 | 王媒婆 | 牽紅線作媒，巧言如簧。                                                   | 第6集~第8集               |
| 元六   | 老闆   | 賣水缸貪心老闆，對乞丐婆不禮貌                                           | 第1集                     |
| 郭子乾 | 丁霸   | 土匪，何勇受他相助卻也誤入歧途。                                         | 第1集                     |
| 邱逸峰 | 李強   | 遊手好閒，投機取巧，不務正業的年輕人。拿了龐知的錢，奉命行事，火燒路家。 | 第3集 第8集~第10集 第12集 |
| 古翊汎 | 楊知州 |                                                                          | 第8集，第9集              |
| 陳文山 | 捕快   | 欽差大人的護衛。                                                         | 第12集                    |

## 電視劇歌曲
| 曲序 | 曲目                      |               | 作曲   | 演唱                |
| ---- | ------------------------- | ------------- | ------ | ------------------- |
| 1.   | 萬古流芳（單元1片頭曲）   | 陳亞蘭、Joyce | 張乃仁 | 楊麗花              |
| 2.   | 孝感動天（單元2片頭曲）   | 陳亞蘭、Joyce | 張乃仁 | 蕭敬騰              |
| 3.   | 斷機教子（單元3片頭曲）   | 陳亞蘭、Joyce | 張乃仁 | A-Lin (吟詩:陳亞蘭) |
| 4.   | 路遙知馬力（單元4片頭曲） | 陳亞蘭、Joyce | 張乃仁 | 陳亞蘭              |
| 5.   | 忠孝節義（片尾曲）        | Joyce         | 張乃仁 | 楊麗花              |

### 2022年三立重播版
| 曲別   | 歌曲名稱   | 作詞                 | 作曲         | 主唱                 | 播出期間                      | 播出集數         |
| 片頭曲 | 迷戀你的香 | 蔡宜汝               | 蔡宜汝       | 方順吉               | 2022年9月13日－2022年9月30日  | 第1集－第14集    |
| 片頭曲 | 難過情關   | 李岩修               | 徐嘉良       | Rita                 | 2022年10月3日－2022年11月30日 | 第15集－第57集   |
| 片頭曲 | 相逢八里岸 | 張燕清               | 張燕清       | 曾朝松、陳鈺姍       | 2022年12月1日－2022年12月30日 | 第58集－第79集   |
| 片頭曲 | 孝感動天   | 陳亞蘭、Joyce        | 張乃仁       | 蕭敬騰               | 2023年1月2日－2023年1月6日    | 第80集－第84集   |
| 片頭曲 | 斷機教子   | 陳亞蘭、Joyce        | 張乃仁       | A-Lin (吟詩:陳亞蘭)  | 2023年1月9日－2023年1月31日   | 第85集－第101集  |
| 片頭曲 | 真心到底   | 張星唯               | 張星唯       | 黃妃                 | 2023年2月1日－2023年2月28日   | 第102集－第121集 |
| 片頭曲 | 路遙知馬力 | 陳亞蘭、Joyce        | 張乃仁       | 陳亞蘭               | 2023年3月1日－2023年3月13日   | 第122集－第130集 |
| 片尾曲 | 由我決定   | 洪                   | 洪、邱逸安   | 杜忻恬               | 2022年9月13日－2022年9月30日  | 第1集－第14集    |
| 片尾曲 | 當初的咱   | 賴慧如               | 洪、邱逸安   | 賴慧如               | 2022年10月3日－2022年11月30日 | 第15集－第57集   |
| 片尾曲 | 曾經滄海   | 太陽盛德導師、黃瑛琪 | 太陽盛德導師 | 太陽盛德導師、吳淑敏 | 2022年12月1日－2022年12月30日 | 第58集－第79集   |
| 片尾曲 | 醉中情     | 宋梓品、鐘成凱       | 宋梓品       | 陳子賢、方千玉       | 2023年1月2日－2023年1月31日   | 第80集－第101集  |
| 片尾曲 | 忠孝節義   | Joyce                | 張乃仁       | 楊麗花               | 2023年2月1日－2023年2月28日   | 第102集－第121集 |
| 片尾曲 | 布袋港之戀 | 黃尉鑫               | 江雯         | 方千玉、蔡義德       | 2023年3月1日－2023年3月13日   | 第122集－第130集 |

## 收視率
| 週數 | 播映日期                       | 集數   | 平均收視率 | 排名 | 備註 |
| 1    | 2019年9月24日－2019年9月27日   | 1－5   | 0.76       | 4    | 第一單元《萬古流芳》第1集收視率1.07 |
| 2    | 2019年9月30日－2019年10月4日   | 6－10  | 0.65       | 4    | |
| 3    | 2019年10月7日－2019年10月11日  | 11－15 | 1.00       | 4    | |
| 4    | 2019年10月14日－2019年10月18日 | 16－20 | 1.45       | 4    | 第一單元《萬古流芳》第17集收視率1.61 |
| 5    | 2019年10月21日－2019年10月25日 | 21－25 | 1.46       | 4    | 第二單元《孝感動天》第6集收視率1.66，家庭主婦收視率3.5，女性觀眾收視率2.0                                                                             |
| 6    | 2019年10月28日－2019年11月1日  | 26－30 | 1.52       | 3    | 第二單元《孝感動天》第11集收視率1.68，瞬間最高收視率2.03                                                                                              |
| 7    | 2019年11月4日－2019年11月8日   | 31－35 | 1.41       | 3    | 11月5日－11月7日同時段恰逢12強棒球賽B組預賽轉播 |
| 8    | 2019年11月11日－2019年11月15日 | 36－40 | 1.33       | 4    | 11月12日同時段恰逢12強棒球賽台韓之戰轉播 |
| 9    | 2019年11月18日－2019年11月22日 | 41－45 | 1.72       | 3    | 第二單元《孝感動天》第23集收視率1.77，瞬間最高收視率2.13                                                                                              |
| 10   | 2019年11月25日－2019年11月29日 | 46－50 | 1.20       | 4    | |
| 11   | 2019年12月2日－2019年12月6日   | 51－55 | 1.64       |      | 第三單元《斷機教子》第11集(結局)收視率1.83，家庭主婦收視率4.62 第三單元《斷機教子》第9~11集平均收視率1.74 第四單元《路遙知馬力》第1~2集平均收視率1.49 |
| 12   | 2019年12月9日－2019年12月13日  | 56－60 | 1.38       |      | |
| 13   | 2019年12月16日－2019年12月20日 | 61－65 | 1.47       |      | 第四單元《路遙知馬力》第12集(結局)收視率1.89，瞬間最高收視率2.20                                                                                      |

收視率資料來源：凱絡媒體週報 （页面存档备份，存于）、台灣-偶像劇場 （页面存档备份，存于）

## 奖项
| 年份   | 頒獎典禮     | 獎項                   | 入围者 | 結果 |
| ------ | ------------ | ---------------------- | ------ | ---- |
| 2020年 | 第55屆金鐘獎 | 戲劇節目最具潛力新人獎 | 何佩芸 | 提名 |

## 外部參考
- 官方网站－台視
- 忠孝節義的Facebook專頁

## 作品的變遷
| 臺灣 台視主頻 每週一至週五 20:00 - 22:00 · 20:00重播、21:00首播 · 9月24日 20:00 - 22:00                              | 臺灣 台視主頻 每週一至週五 20:00 - 22:00 · 20:00重播、21:00首播 · 9月24日 20:00 - 22:00 | 臺灣 台視主頻 每週一至週五 20:00 - 22:00 · 20:00重播、21:00首播 · 9月24日 20:00 - 22:00 |
| --- | --------------------------------------------------------------------------------------- | --------------------------------------------------------------------------------------- |
| | 忠孝節義 （2019年9月24日－2019年12月20日）                                              |                                                                                         |
| 女兵日記女力報到 （2018年11月19日－2019年9月9日）楊麗花歌仔戲－舞台劇公演特別加映版 （2019年9月10日－2019年9月23日） | 苦力 （2019年12月23日－2020年2月5日）                                                   |                                                                                         |

| 臺灣 公視主頻 每週六 12:30 - 14:30                   | 臺灣 公視主頻 每週六 12:30 - 14:30 | 臺灣 公視主頻 每週六 12:30 - 14:30 |
| ---------------------------------------------------- | --- | ---------------------------------- |
|                                                      | 忠孝節義：萬古流芳 （2019年12月14日－2020年2月15日）忠孝節義：孝感動天 （2020年2月22日－2020年5月9日）                                            |                                    |
| 糖糖Online（重播） （2019年11月23日－2019年12月7日） | 春花夢露 （2020年5月16日）路～台灣Express～（重播） （2020年5月23日－2020年6月6日）我的婆婆怎麼那麼可愛（重播） （2020年6月13日－2020年10月31日） |                                    |

| 臺灣 公視台語台 每週六 21:00 - 23:00 | 臺灣 公視台語台 每週六 21:00 - 23:00                                                                     | 臺灣 公視台語台 每週六 21:00 - 23:00 |
| ------------------------------------ | --- | ------------------------------------ |
|                                      | 忠孝節義：斷機教子 （2020年7月11日－2020年8月15日）忠孝節義：路遙知馬力 （2020年8月22日－2020年9月26日） |                                      |
| 深夜食堂 電影版2 （2020年7月4日）    | 深夜食堂 電影版 （2020年10月3日）                                                                        |                                      |

| 臺灣 三立台灣台、三立戲劇台 每週一至週五 19:00 - 19:30 · ▪️本時段節目與三立戲劇台同步播出▪️ | 臺灣 三立台灣台、三立戲劇台 每週一至週五 19:00 - 19:30 · ▪️本時段節目與三立戲劇台同步播出▪️ | 臺灣 三立台灣台、三立戲劇台 每週一至週五 19:00 - 19:30 · ▪️本時段節目與三立戲劇台同步播出▪️ |
| ------------------------------------------------------------------------------------------- | ------------------------------------------------------------------------------------------- | ------------------------------------------------------------------------------------------- |
|                                                                                             | 忠孝節義（重播） （2022年9月13日－2023年3月13日）                                           |                                                                                             |
| 嘉慶君遊臺灣 (重播) （2022年6月21日－2022年9月12日）                                        | 親家(重播) （2023年3月14日－）                                                              |                                                                                             |